# Tarás (nombre)
Tarás (en cirílico, Тара́с), es una adaptación ucraniana y rusa a la vez, del nombre griego Τάρας (Táras). Éste fue el hijo del dios Poseidón, que según se rescata, fundó una colonia homónima en la Magna Grecia (actual Taranto) en el siglo VIII a. C. Así pues, se suele estar en desacuerdo[cita requerida] en cuanto al proceso de adaptación, esto es, si vino directamente del ser mitológico, o si los pueblos eslavos conocieron esta ciudad italiana. De este último, también se propone que pudo venir de la raíz Ταράσιος (de Taras).
Su reconocimiento en Ucrania se debió principalmente a la fama del poeta Tarás Shevchenko. De ahí, se extendió hacia Rusia, y actualmente se suele ver este nombre en gran parte de la Europa Oriental. El apellido Tarásov deriva de este nombre.

## Santoral
El único santo que se identifica con este nombre es San Tarasio, obispo patriarca de Constantinopla del siglo VIII. Su presencia se celebra el 18 de febrero.

## Otras personas
Varias personas reconocidas llamadas con este nombre son las siguientes:
- Tarás Bidenko, boxeador ucraniano.
- Tarás Borovets, líder ucraniano de la Segunda Guerra Mundial.
- Tarás Burlak, futbolista ucraniano.
- Tarás Mykolayovych Boychuk, científico ucraniano.
- Tarás Filenko, músico y académico ucraniano.
- El mismo Tarás Shevchenko.
- Tarás Sokolyk, político canadiense.
- Tarás Tsarikáyev, futbolista ucraniano.
- Tarás Kermauner, autor esloveno.
- Tarás Voznyak, escritor y activista ucraniano.

- Datos: Q1960378
- Multimedia: Taras (given name) / Q1960378